# بان‌ریوند
بان‌ریوند، روستایی از توابع بخش فیروزآباد شهرستان کرمانشاه در استان کرمانشاه ایران است. مردم این روستا از ایل بالوند هستند و به زبان لکی تکلم می‌کنند.

## جمعیت
این روستا در دهستان سرفیروزآباد قرار دارد و بر اساس سرشماری مرکز آمار ایران در سال ۱۳۸۵، جمعیت آن ۱۶۵ نفر (۳۶خانوار) بوده‌است.